# Новая национальная галерея
Новая национальная галерея (нем. Neue Nationalgalerie) — художественный музей в Берлине в составе Государственных музеев Берлина, посвящённый искусству XX века.
Здание музея было построено по проекту и под руководством Людвига Миса ван дер Роэ и считается иконой классического модернизма. Наряду с Берлинской картинной галереей и Музеем декоративно-прикладного искусства, Новая национальная галерея является одним из основных музейных учреждений в берлинском «Культурфоруме». В 2015—2021 годах галерея была закрыта на реконструкцию по проекту архитектора Дэвида Чипперфилда, и в августе 2021 года музей вновь открылся выставкой работ американского скульптора Александра Колдера.

## Архитектура
Новая национальная галерея — единственное музейное здание, созданное Людвигом Мисом ван дер Роэ в Германии после Второй мировой войны. Строительство музея было поручено именитому немецкому архитектору в 1962 году, когда Мису ван дер Роэ уже исполнилось 76 лет. Строительство было завершено в 1968 году за год до смерти архитектора. Новая национальная галерея — первый музей, открывший свои двери в заново отстроенном «Культурфоруме» в берлинском Тиргартене. В непосредственной близости от неё расположены государственная библиотека и здание Берлинской филармонии, созданные по проектам Ганса Шаруна.
В проекте здания Новой национальной галереи Мис ван дер Роэ реализовал свою идею «универсального пространства». На гранитной террасе площадью 105×110 м, выровнявшей лёгкую покатость берега Ландвер-канала, установлен квадратной формы павильон из стали. Длина каждой из сторон квадратной кровли, доминирующей над всей постройкой, составляет 64,8 м, а стеклянные стены главного зала отодвинуты на 7,2 м вглубь здания. С каждой стороны кровля удерживается двумя стальными колоннами, за счёт этого главный зал выглядит единым огромным помещением, которое структурировано лишь двумя свободно стоящими колоннами и несколькими лестницами, ведущими на подвальный этаж. В главном зале проводятся сменные выставки. На подвальном этаже находятся залы постоянных экспозиций. С западной стороны к ним примыкает открытый сад со скульптурами.
Скрытый классицизм в архитектурном решении, предложенном Мисом ван дер Роэ для здания Новой национальной галереи, превращает его в современный вариант античного подиумного храма, где соблюдены берлинские архитектурные традиции, заложенные Карлом Фридрихом Шинкелем и его школой в зданиях Старого музея и Старой национальной галереи.
Здание с успехом используется для проведения выставок благодаря необычному делению пространства в подвальном этаже и монументальному главному залу.

## Музей

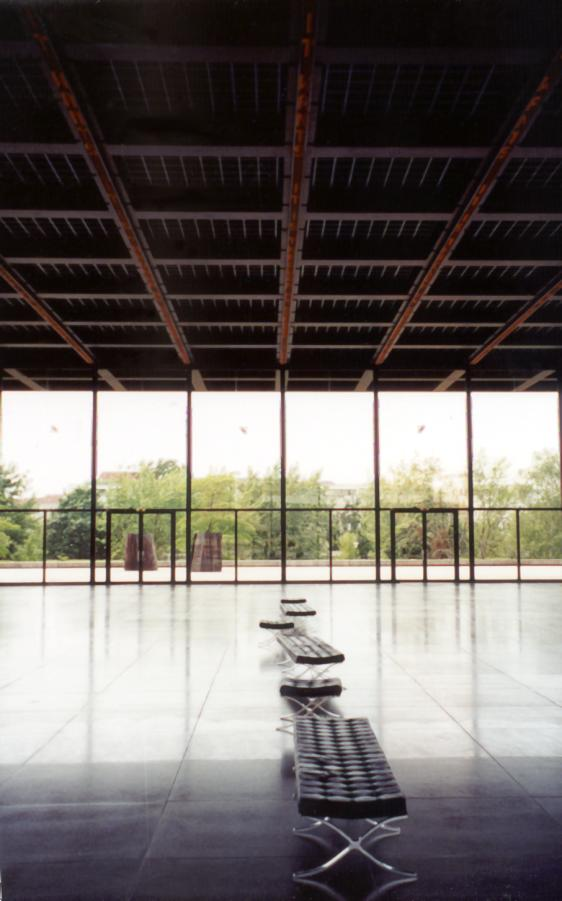
Главный зал Новой национальной галереи с мебелью из коллекции «барселонских кресел» Миса ван дер Роэ

Новая национальная галерея хранит произведения живописи и скульптуры XX века периода от классического модерна до искусства 1960-х годов, находящиеся в собственности Государственных музеев Берлина. В галерее отчётливо прослеживаются традиции, заложенные немецким историком искусства Людвигом Юсти при создании коллекции в 1919—1937 годах отдела нового искусства во Дворце кронпринцев, не выдержавшего борьбы национал-социалистов с «дегенеративным искусством».

### История возникновения
Решение о создании в Берлине «Коллекции XX века» было принято городским магистратом ещё в 1945 году. Инициатива исходила от Адольфа Яннаша и опять же Людвига Юсти. Закупочная комиссия, в состав которой вошли по одному депутату городского собрания от ХДС, СДПГ и СЕПГ, три историка искусства и три художника, была созвана только в 1947 году. 69-летний Людвиг Юсти, назначенный генеральным директором Государственных музеев Берлина, хотел в первую очередь устранить пробелы в разделе экспрессионизма, однако столкнулся с сопротивлением других членов комиссии, желавших задокументировать современное послевоенное искусство. Выставки в это время проходили в зале Государственного совета в берлинском Городском дворце.
Все усилия по созданию в Берлине музея современного искусства пропали втуне с разделом города и созданием двух немецких государств. «Галерея XX века» заявила о себе вновь уже в рамках городского музея в Западном Берлине в 1949 году, а её фонды пришлось формировать заново, как и прежде руководствуясь традициями, заложенными собранием во Дворце кронпринцев. В целях сохранения преемственности выкупить утерянные экспонаты удалось только в нескольких случаях, как, например, произошло с «Христосом и самаритянкой» Эмиля Нольде. Потери, связанные с утратой произведений художественного объединения «Синий всадник», в полной мере восполнить не удалось.
Экспозиция галереи работала сначала в бывшем здании казино ландвера по улице Йебенсштрассе (нем. Jebensstraße) за зданием вокзала «Зоологический сад», где также размещалась Библиотека искусств, а сегодня находятся берлинский Музей фотографии и Фонд Хельмута Ньютона. В 1953 году в Западный Берлин вернулась часть вывезенных на время войны фондов Национальной галереи, которые сначала демонстрировались в Берлине-Далеме, а с 1959 года — во дворце Шарлоттенбург. Оба учреждения параллельно предпринимали меры для того, чтобы восполнить имевшиеся пробелы в экспозиции классического модерна. Координация деятельности в области закупок Национальной галереи и городской «Галереи XX века» значительно упростилась в 1957 году с созданием Фонда прусского культурного наследия. В 1961 году, когда с возведением Берлинской стены стало понятно, что объединение западных и восточных фондов в обозримом будущем вряд ли состоится, было принято решение о сведении остатков коллекций в представительном новом художественном музее в «Культурфоруме», строительство которого было поручено Мису ван дер Роэ.

### Коллекция после 1968 года

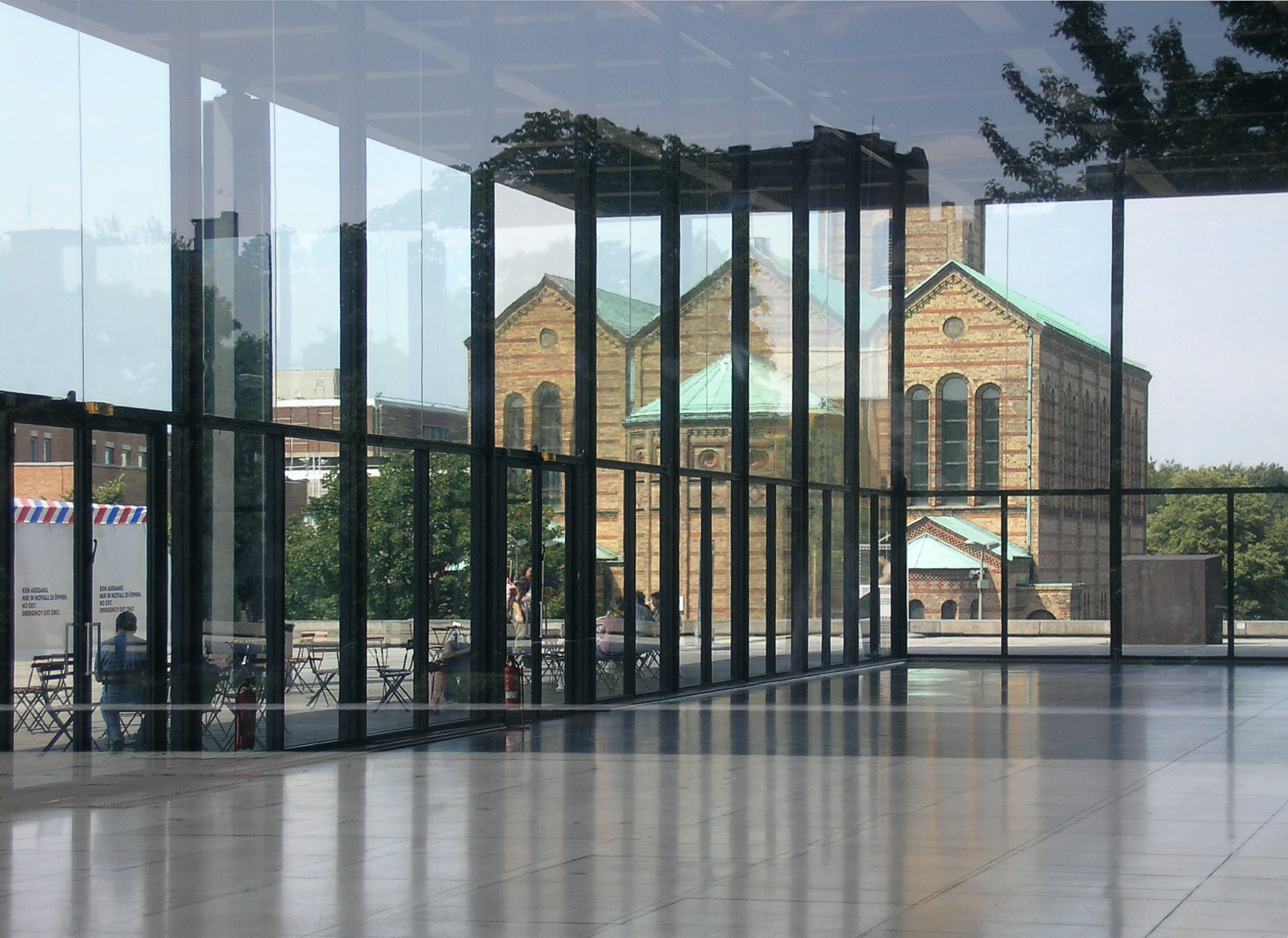
Стеклянный павильон Новой национальной галереи. На заднем плане — церковь Маттеускирхе

Музей торжественно открылся в 1968 году выставкой Пита Мондриана. Первым директором был назначен Вернер Хафтманн, которому удалось создать для публики законченную коллекцию из разрозненных остатков коллекций. В новое здание изначально переехала «Галерея XX века» и все фонды Национальной галереи, а в 1986 году вследствие нехватки места «Галерея романтики» вернулась во дворец Шарлоттенбург, и постоянная экспозиция Новой национальной галереи была полностью отдана искусству XX века.
Бюджет Новой национальной галереи на новые приобретения с самого начала был скорее ограниченным. В конце 60-х годов он составлял около 200 000 немецких марок по сравнению с бюджетом, например, Художественного собрания земли Северный Рейн — Вестфалия, составлявшего 10 млн. Многие картины были приобретены галереей благодаря поддержке фонда берлинских лотерей, а с 1977 года и организации «Друзей Национальной галереи».
Общественность часто принимала самое активное участие в формировании концепции музея и его политике в области закупок. Хафтманну удалось придать чёткие контуры зарождавшейся коллекции и перевести её в международный контекст. Позиция Хафтманна, выступавшего против размывающих границы между жанрами хэппенингов и инсталляций, привела после 1968 года к настоящим столкновениям, закончившимся для музея несколькими разбитыми и даже расстрелянными стёклами.
В 1982 году приобретение музеем картины Барнетта Ньюмана «Кто боится красного, жёлтого и синего IV» было встречено категорическим неприятием бульварной прессы, выразившимся даже в угрозах жизни директору музея Дитеру Хонишу. Перед выставлением в зал картину атаковал студент, ударивший её несколько раз, после чего полотно отправили на реставрацию. Хониш открыл двери галереи для американской живописи и в частности «живописи цветового поля», сознательно противопоставив её поп-арту, собранному в кёльнском Музее Людвига.

### Коллекция после 1990 года
С объединением Германии изменился и облик Новой национальной галереи. Она снова вошла в состав берлинской Национальной галереи на Музейном острове. В 1993 году была произведена реорганизация фондов. Если воссоединение «Галереи романтики» со старыми фондами во дворце Шарлоттенбург и пополнение коллекции классического модерна обошлись без особых хлопот, то интеграция послевоенного искусства из ГДР и Западной Германии оказалась гораздо сложнее. Размещение выставочных экспонатов вызвало ожесточённый протест и привело к так называемому немецко-немецкому спору о картинах, продлившемуся целый год, который подогревали прежде всего оскорбления не признанных государством художников из ГДР и возмущением со стороны ХДС. В настоящее время искусство ГДР в галерее практически не представлено.
После реконструкции Гамбургского вокзала, ставшего Музеем современности и хранящего художественную коллекцию, полученную городом в дар от строительного магната Эриха Маркса, Новая национальная галерея демонстрирует в своей экспозиции исключительно произведения искусства, относящиеся к периоду от классического модерна до начала 70-х годов. За эти пределы галерея выходит только в многочисленных и часто сенсационных специальных выставках-ретроспективах, проходящих в стеклянном павильоне. С февраля по сентябрь 2004 года в Новой национальной галерее демонстрировалась выставка из знаменитого нью-йоркского Музея современного искусства с названием нем. «Das Moma in Berlin» («Moma в Берлине»). С июня по октябрь 2007 года галерея повторила этот успех, приняв выставку шедевров французского искусства XIX века из Метрополитен-музея нем. «Die schönsten Franzosen kommen aus New York» («Самые красивые французы из Нью-Йорка»). Второе крупное приобретение Национальной галереи — Музей Берггрюна — пополнило фонды Новой национальной галереи произведениями искусства классического модерна. В 2008 году палитра представленных в галерее произведений пополнится коллекцией сюрреализма из Музея Шарфа-Герстенберга.

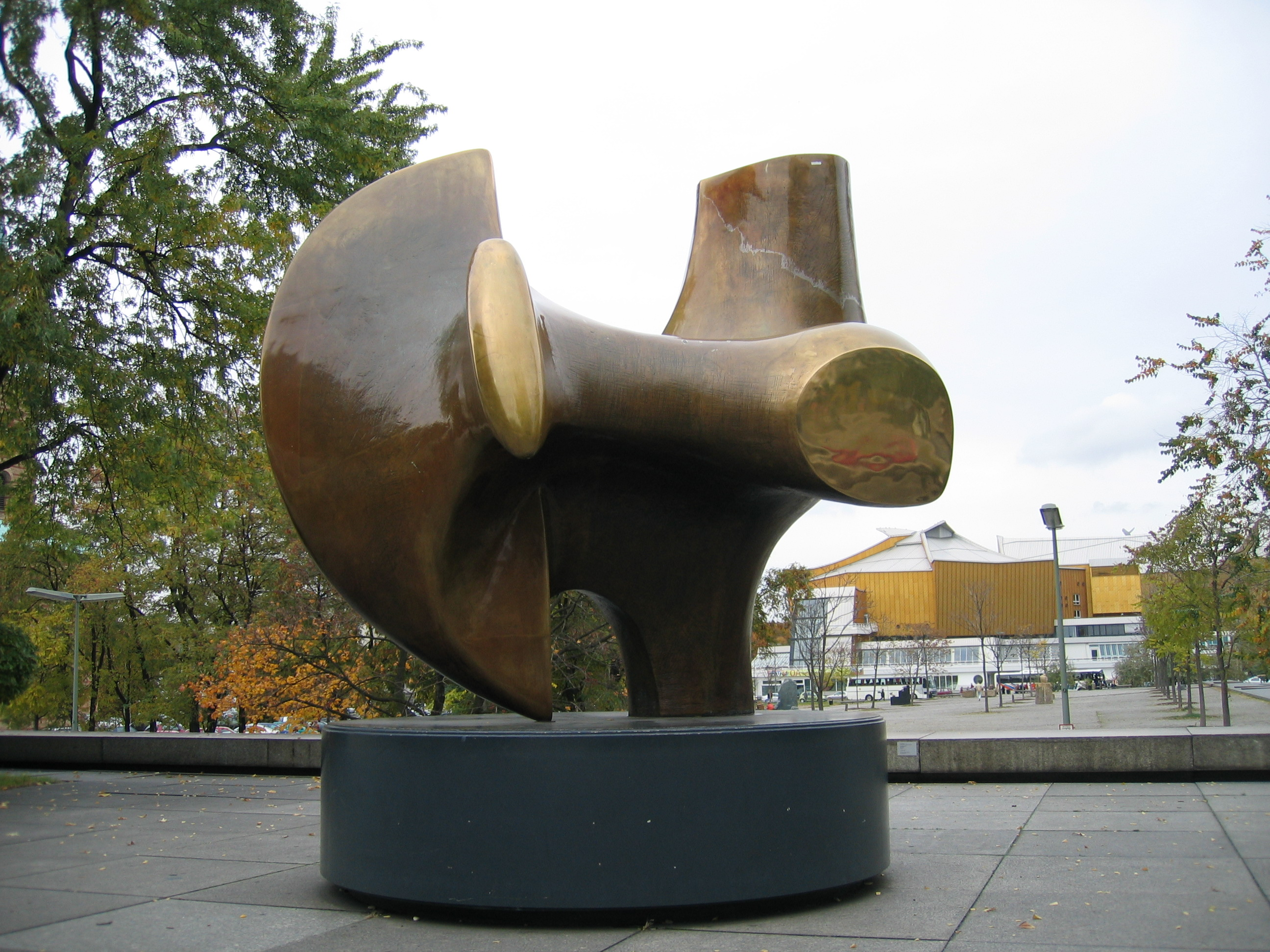
Скульптура «Лучник» Генри Мура у здания Новой национальной галереи в «Культурфоруме»